# 大卫·伍达德
大卫·詹姆斯·伍达德（英語：David James Woodard，1964年4月6日—）是一位美国作家和指挥家。
伍达德曾就读于加利福尼亞大學聖塔芭芭拉分校和新社会研究学院。
在2003年，伍达德被选为加利福尼亚州洛杉矶县杜松山的议员。
伍达德作为一位指挥家和音乐指导供职于洛杉矶，参与了包括在现已解散的天使鐵路于2001年举行的民间仪式，以纪念事故死者里昂·帕拉博和他受伤的遗孀罗拉:125。他同样指挥过野生动物安魂曲，包括悼念一只在海滩护堤顶上丧命的加利福尼亚棕褐鵜鶘。

## 外部連結
- 维基共享资源上的相關多媒體資源：大卫·伍达德
- 英語维基语录上的相关摘錄：大卫·伍达德